# Mistrzostwa Europy w Wioślarstwie 1951
42. Mistrzostwa Europy w Wioślarstwie odbyły się w sierpniu 1951 r. we francuskim Mâcon (po raz 3. w historii). Zawodnicy rywalizowali w 7 konkurencjach wioślarskich na pobliskim torze regatowym na rzece Saonie. 

## Medaliści
| Konkurencja                 | Złoto | Srebro | Brąz | Źródło |
| --------------------------- | --- | --- | --- | ------ |
| M1x (jedynka)               | Erik Larsen | Tony Fox | Paul Meyer | [ 1 ]  |
| M2x (dwójka podwójna)       | Szwajcaria Peter Stebler · Émile Knecht | Włochy Silvio Bergamini · Antonio Balossi | Szwecja Tore Johansson · Curt Brunnqvist | [ 2 ]  |
| M2- (dwójka bez sternika)   | Belgia Michel Knuysen · Bob Baetens | Dania Bent Jensen · Palle Tillisch | Szwajcaria Hans Kalt · Kurt Schmid | [ 3 ]  |
| M2+ (dwójka ze sternikiem)  | Włochy Giuseppe Ramani · Aldo Tarlao · Luciano Marion (sternik)                                                                                                  | Szwajcaria Alex Siebenhaar · Walter Lüchinger · Walter Ludin (sternik) | Dania Frederik Mønster · Knud Brøchner-Nielsen · Reimer Pagh (sternik)                                                                                         | [ 4 ]  |
| M4- (czwórka bez sternika)  | Belgia Charles van Antwerpen · Jos Rosa · Harry Elzendoorn · Florent Caers                                                                                       | Dania Eivin Kristensen · Carl Nielsen · Harry Nielsen · Paul Locht | Francja Pierre Blondiaux · Jean-Jacques Guissart · Gérald Maquat · Jean-Pierre Souche                                                                          | [ 5 ]  |
| M4+ (czwórka ze sternikiem) | Włochy Reginaldo Polloni · Francesco Gotti · Angelo Ghidini · Guido Cristinelli · Domenico Cambieri (sternik)                                                    | Szwajcaria Rico Bianchi · Karl Weidmann · Émile Ess · Heinrich Scheller · Walter Ludin (sternik)                                                                                          | Hiszpania Miguel Palau Vila · Salvador Costa Fontclara · Joaquín Cortada Pérez · Pedro Massana Calvet · Luis Omedes Calonja (sternik)                          | [ 6 ]  |
| M8+ (ósemka)                | Wielka Brytania David Jennens · James Crowden · William Windham · J.R Dingle · John Jones · Nicholas Clack · David Macklin · Harry Almond · John Hinde (sternik) | Dania Per Lauridsen · Aksel Møller Schiolts · Mogens Snogdahl · Bjørn Brønnum · Leif Hermansen · Ole Scavenius Jensen · Helge Muxoll Schrøder · Jørn Snogdahl · John Vilhelmsen (sternik) | Holandia G. Ockeloen · H.A. Roell · R.J. Sielcken · H.E. ten Broeke · Jan op den Velde · J.L. Klei · Cate A. ten Bruggen · H. Marcus · P.F.W. Dekker (sternik) | [ 7 ]  |

## Klasyfikacja medalowa
| Miejsce | Reprezentacja   | Złoto | Srebro | Brąz | Razem |
| ------- | --------------- | ----- | ------ | ---- | ----- |
| 1.      | Włochy          | 2     | 1      | 0    | 3     |
| 2.      | Belgia          | 2     | 0      | 0    | 2     |
| 3.      | Dania           | 1     | 3      | 1    | 5     |
| 4.      | Szwajcaria      | 1     | 2      | 2    | 5     |
| 5.      | Wielka Brytania | 1     | 1      | 0    | 2     |
| 6.      | Francja         | 0     | 0      | 1    | 1     |
| 6.      | Hiszpania       | 0     | 0      | 1    | 1     |
| 6.      | Holandia        | 0     | 0      | 1    | 1     |
| 6.      | Szwecja         | 0     | 0      | 1    | 1     |
| Razem   | Razem           | 7     | 7      | 7    | 21    |